# HMS Plantagenet (1801)
HMS Plantagenet (Корабль Его Величества «Плантагенет») — 74-пушечный линейный корабль третьего ранга. Первый корабль Королевского флота, названный HMS Plantagenet, в честь Плантагенетов, королевской династии французского происхождения, правителей Англии в 1154—1399 годах. Корабль был разработан Уильямом Рулом и был единственным судном своего типа. Относился к так называемым «большим 74-пушечным кораблям», нёс на верхней орудийной палубе 24-фунтовые пушки, вместо 18-фунтовых у «обычных 74-пушечных». Заложен в ноябре 1798 года. Спущен на воду 22 октября 1801 года на королевской верфи в Вулвиче.

## Служба
27 июля 1803 года Plantagenet, во время патрулирования моря, обнаружил 20-пушечный французский капер Atalante. В результате четырёхчасовой погони Plantagenet догнал капера, который сразу же капитулировал. На его борту было только четырнадцать 6-фунтовых пушек, остальные были выброшены за борт чтобы облегчить судно. На борту Atalante находились 120 человек под командованием капитана Арно Мартена. Atalante прибыл в Плимут 3 августа и впоследствии был принят в состав Королевского флота.
В начале ноября 1807 года Plantagenet, под командованием капитана Уильяма Брэдли, отплыл в составе эскадры контр-адмирала сэра Сиднея Смита к Тахо, где 17 ноября корабли начали блокаду устья реки. 29 ноября 1807 года Plantagenet сопровождал королевскую семью Португалии до места, где от эскадры отделились три корабля (Marlborough, London и Bedford) которые должны были сопровождать королевскую семью в Бразилию. Остальные корабли эскадры Смита 6 декабря вернулись к блокаде Тахо, который теперь был занят русской эскадрой.
15 января 1809 года военные корабли, в том числе и Plantagenet, вместе с транспортами прибыли к Ла-Корунье из Виго для оказания помощи в эвакуации армии сэра Джона Мура. Несмотря на плохую погоду вся армия, кроме арьергарда из 2000 солдат, была эвакуирована к 17 января. Когда французы стали обстреливать британский флот из пушек, транспорты были вынуждены отойти подальше от берега, а остальная часть войск была эвакуирована с песчаного пляжа военными кораблями.
В сентябре 1814 года Plantagenet, под командованием капитана Роберта Ллойда, вместе с 38-пушечным фрегатом Rota aи 18-пушечным шлюпом Carnation плыли в Новый Орлеан, когда возле Азорских островов они столкнулись с 7-пушечным американским бригом General Armstrong, под командованием капитана Сэмюэля Рейда. Бриг борошел ближе к берегу и бросил якорь на мелководье, чтобы к нему не могли подойти британские корабли. Лейтенант Уильям Маттерфейс с Rota повел четыре лодки с Plantagenet и три с Rota, в которых находились 180 моряков и морских пехотинцев, для захвата брига. Лодки укрылись за скалами, а после наступления темноты начали атаку, пытаясь подняться на шхуну через нос и правый борт. Американцы открыли огонь из длинных 9-фунтовых пушек, а лодки ответили огнём своих карронад. Британцам удалось забраться на борт брига, но под плотным огнём из пистолетов и мушкетов они были вынуждены отступить. Американцы потеряли только 2 убитых и 7 раненых. Суммарные британские потери составили 34 убитых и 86 раненых. Хотя американцы и отразили атаку, капитан брига понимал, что уйти от британских кораблей невозможно, а потому отдал приказ поджечь судно, после чего экипаж брига высадился на берег.
В начале 1815 года Plantagenet был отправлен в резерв. Он оставался в резерве до 1817 года, когда было принято решение отправить корабль на слом.